# 운젠아마쿠사 국립공원

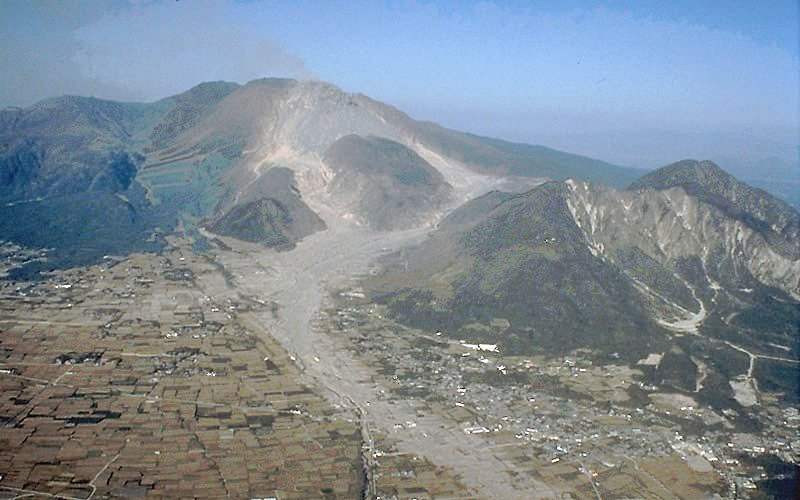

운젠아마쿠사 국립공원(일본어: 雲仙天草国立公園)은 일본 나가사키현 시마바라반도와 구마모토현 아마쿠사 제도에 속하는 국립공원이다. 운젠 지구는 1934년 3월 16일에 운젠 국립공원으로서 세토 내해 국립공원, 기리시마 국립공원(현·기리시마야쿠 국립공원)과 함께 일본에서 최초로 국립공원으로 지정되었다. 아마쿠사 지구는 1956년 7월 20일에 편입되어 현재의 운젠아마쿠사 국립공원으로 개칭되었다. 총 면적은 282.89 km2이다.

## 같이 보기
- 일본의 국립공원
- 시마바라의 난
- 가쿠레키리시탄